# Нижній Яловець
Нижній Яловець — село у Селятинській сільській громаді Вижницького району Чернівецькій області України.

## Географія
На схід від села розташоване озеро Гірське око. На південній околиці села розташований маловідомий Яловичерський водоспад.